# ジョン・ウォーナー (原子力潜水艦)
|          |                                                                                  |
| 艦歴     |                                                                                  |
| 発注     | 2008年12月22日                                                                   |
| 起工     | 2010年3月                                                                        |
| 進水     | 2014年9月10日                                                                    |
| 就役     | 2015年8月1日                                                                     |
| その後   |                                                                                  |
| 性能諸元 |                                                                                  |
| 排水量   | 7,800トン                                                                        |
| 全長     | 114.9 m (377 ft)                                                                 |
| 全幅     | 10.3 m (34 ft)                                                                   |
| 吃水     |                                                                                  |
| 機関     | S9G 原子炉                                                                       |
| 最大速   | 水上:25ノット (46 km/h) 水中:32ノット (59 km/h)                                  |
| 潜航深度 | 800 ft (250 m)                                                                   |
| 乗員     | 士官、兵員134名                                                                  |
| 兵装     | VLS 12基 21インチ魚雷発射管 4基                                                  |
| モットー | 自由を守る使命 Legati ad Defendam Libertatem ("On a Mission to Protect Freedom") |

ジョン・ウォーナー (USS John Warner, SSN-785) は、アメリカ海軍の攻撃型原子力潜水艦。バージニア級原子力潜水艦の12番艦。艦名は元海軍長官、上院議員のジョン・ウォーナーに因む。バージニア級原子力潜水艦としては、初めて人名が命名されている。

## 艦歴
ジョン・ウォーナーは2009年1月8日に命名され、建造はコネチカット州グロトンのジェネラル・ダイナミクス・エレクトリック・ボートで行われたが、その後契約がバージニア州ノースロップ・グラマン・ニューポート・ニューズ社に移管された。ジョン・ウォーナーは2010年3月に起工し、2014年9月10日に進水、2015年8月1日に就役した。
ジョン・ウォーナーは、バージニア州ノーフォーク海軍基地に配備され、第6潜水戦隊に編入された。